# Rollinia salicifolia
Rollinia salicifolia é uma árvore comum nas matas e campos do Rio Grande do Sul e Santa Catarina.
Caducifólia, de até 7 m de altura, floresce em novembro-dezembro e os frutos compostos (sincarpo), suculentos e doces, com muitas sementes, amadurecem em janeiro-fevereiro.
Nomes populares: cortiça, cortiça-lisa.